# Milton (cheval)
Pour les articles homonymes, voir Milton.
Milton (né Marius Silver Jubilee) est un cheval hongre qui a concouru en saut d'obstacles, monté par le cavalier anglais John Whitaker. Il a l'un des plus grands palmarès de tous les chevaux qui ont concouru cette discipline.
Né en avril 1977 et élevé par John Harding-Rolls, son père Marius est un champion international de saut d'obstacles, monté par Caroline Bradley. Acheté seulement 1000 livres anglaises lorsqu'il était poulain par Caroline Bradley, Milton devient le premier cheval hors courses hippiques à accumuler plus d'un million de livres de gains.
Milton est le cheval gris anglais éternel concurrent de Jappeloup, petit cheval noir monté par le cavalier français Pierre Durand.
Milton meurt le 4 juillet 1999 des suites d'une colique qui lui a été fatale, et repose dans la ferme des Whitaker en Angleterre.

## Description
Milton est un cheval hongre de robe grise, mesurant 1,68 m. 

## Palmarès
Milton a remporté des titres internationaux parmi les plus prestigieux avec son cavalier John Whitaker :
- 1985 : Vainqueur du grand prix coupe du monde de Bordeaux
- 1985 : 2e du Grand Prix Coupe du Monde de Bruxelles
- 1985 : 7e du Grand Prix Coupe du Monde de l'Olympia à Londres
- 1986 : vainqueur du grand prix et 2e de la coupe des nations du CSIO de Calgary
- 1986 : Vainqueur de la Coupe des Nations du CSIO de Rotterdam
- 1986 : Vainqueur du Grand prix de Birmingham Royal International Horse Show
- 1986 : 2e du Grand Prix Coupe du Monde de l'Olympia à Londres
- 1986 : Vainqueur du Derby du CSI de Dinard
- 1986 : 6e du Grand Prix Coupe du Monde de Bois-le-Duc
- 1986 : 5e du Grand Prix Coupe du Monde de Paris Berçy
- 1986 : 2e de la Coupe des Nations du CSIO de Hickstead
- 1986 : 4e de la Coupe des Nations du CSIO de Fontainebleau
- 1986 : 8e du Grand Prix Coupe du Monde de Bordeaux
- 1987 : Champion d'Europe par équipe et médaille d'argent en individuel à Saint-Gall
- 1987 : Vainqueur du grand prix du CSIO de Rotterdam
- 1987 : Vainqueur du Grand prix Coupe du Monde de New York
- 1987 : vainqueur du Grand Prix Coupe du Monde de Göteborg
- 1987 : 2e de la Coupe des Nations et 6e du Grand Prix du CSIO d'Aix-la-Chapelle
- 1987 : 5e de la Coupe des Nations du CSIO de Hickstead
- 1987 : 3e du Grand Prix du CSI de Stuttgart
- 1987 : 2e du Grand Prix du CSIO de Tonroto
- 1987 : 5e du Grand Prix Coupe du Monde de l'Olympia à Londres
- 1988 : Vainqueur du Grand Prix Coupe du Monde de Dortmund
- 1988 : Vainqueur du Grand Prix Coupe du Monde de Bois-le-Duc
- 1988 : Vainqueur du Grand Prix Coupe du Monde de Paris Berçy
- 1988 : 8e de la Finale Coupe du Monde à Göteborg
- 1988 : 3e du Grand Prix du CSI de Strasbourg
- 1988 : vainqueur du Grand Prix Coupe du Monde de Stuttgart
- 1988 : Vainqueur du Masters de Stuttgart
- 1988 : Vainqueur du grand prix coupe du monde de Bruxelles
- 1988 : Vainqueur du Grand prix du CSIW de Zurich
- 1988 : Vainqueur du Grand prix du Horse of the year International Show à Wembley
- 1989 : Champion d'Europe individuel et par équipe à Rotterdam
- 1989 : Vainqueur du grand prix du CSIO de Rotterdam
- 1989 : Vainqueur du grand prix du jumping international de Cannes
- 1989 : Vainqueur du Grand Prix Coupe du Monde de Genève
- 1989 : Vainqueur du Masters de Stuttgart
- 1989 : 2e de la Finale de la Coupe du Monde à Tampa
- 1989 : Vainqueur du Grand Prix Coupe du monde de Zurich
- 1989 : Vainqueur du Masters de Stuttgart
- 1989 : 4e du Grand Prix du CSIO de Calgary
- 1989 : Vainqueur du Grand Prix du CSI de Franckfort
- 1989 : Vainqueur du Grand Prix du CSI de Grenoble
- 1990 : Médaille d'argent individuel et médaille de bronze par équipe aux Championnats du Monde de Stockholm
- 1990 : Vainqueur de la Finale de la Coupe du Monde FEI à Dortmund
- 1990 : Vainqueur du grand prix et de la Coupe de nations du CSIO d'Hickstead
- 1990 : Vainqueur de la Coupe des Nations du CSIO de Calgary
- 1990 : Vainqueur du grand prix coupe du monde de Bois-le-Duc
- 1990 : Vainqueur du Grand Prix Coupe du Monde de Paris-Berçy
- 1990 : Vainqueur du Grand Prix Coupe du Monde de Göteborg
- 1990 : Vainqueur du Grand Prix du Horse of the year International Show
- 1990 : Vainqueur de la Coupe d'or du Roi Georges V
- 1990 : 3e du Grand Prix du CSIO de Rotterdam
- 1991 : Vainqueur de la Finale de la Coupe du Monde FEI à Göteborg
- 1991 : Médaille d'argent par équipe et 5e en individuel au Championnat d'Europe de La Baule
- 1991 : Vainqueur du Grand Prix et de la Coupe des Nations du CSIO de Hickstead
- 1991 : Vainqueur du Grand Prix du CSI de Paris Porte de Versailles
- 1992 : Vainqueur du Masters de Stuttgart
- 1992 : Vainqueur du Grand Prix du CSI de Paris Porte de Versailles
- 1992 : Vainqueur du Grand Prix Coupe du Monde d'Anvers
- 1992 : Vainqueur du Grand Prix du CSI de Bremen
- 1992 : 3e du Grand Prix du CSIO de Hickstead
- 1992 : 2e du Masters de Paris - Champ de Mars
- 1992 : Vainqueur du Grand Prix du CSI de Francfort
- 1993 : 2e de la Finale de la Coupe du Monde à Göteborg
- 1993 : Vainqueur du Grand prix du CSIW de Zurich
- 1993 : Vainqueur du Grand Prix Renault Jump
- 1993 : Vainqueur de la Coupe des Nations du CSIO de Hickstead
- 1994 : 2e du Grand Prix Coupe du Monde de Paris-Berçy

### Résultats en Coupe des Nations
- 1986 :

Hickstead : 12,75 + 5,5
Rotterdam : 0,25 + 0, 50
Calgary : 0 + 0 + 0

### Jeux olympiques
Milton n'a participé qu'une fois aux Jeux olympiques, ceux de Barcelone en 1992, où la chaleur et son âge ne lui ont pas permis de triompher. Ses propriétaires avaient toujours auparavant refusé à ce qu'il soit sélectionné pour les Jeux olympiques, en hommage à Caroline Bradley, décédée en 1983 d'un infarctus lors d'un concours, et dont ils considèrent qu'elle a été privée injustement d'une sélection olympique en 1976.

## Origines
| Origines de Milton.                         | Origines de Milton.            | Origines de Milton.            |
| ------------------------------------------- | ------------------------------ | ------------------------------ |
| Père Marius KWPN                            | Marco Polo 1962 Trakehner      | Poet 1941 Pur-sang             |
| Père Marius KWPN                            | Marco Polo 1962 Trakehner      | Mirakel 1955 Trakehner         |
| Père Marius KWPN                            | Ominka KWPN                    | Sinaeda 1955 KWPN              |
| Père Marius KWPN                            | Ominka KWPN                    | Raminka KWPN                   |
| Mère epauletta 1973 Irish Sport Horse, gris | Any Questions 1963 Anglo-arabe | Questionnaire 1955 Anglo-arabe |
| Mère epauletta 1973 Irish Sport Horse, gris | Any Questions 1963 Anglo-arabe | Seine 1946 Pur-sang            |
| Mère epauletta 1973 Irish Sport Horse, gris | Pennyworth Irish Sport Horse   | Top Walk 1944 Pur-sang         |
| Mère epauletta 1973 Irish Sport Horse, gris | Pennyworth Irish Sport Horse   | Lucky Penny Irish Sport Horse  |